# Аурава (Порденоне)
Аурава је насеље у Италији у округу Порденоне, региону Фурланија-Јулијска крајина.
Према процени из 2011. у насељу је живело 322 становника. Насеље се налази на надморској висини од 74 м.